# Toiletbørste
En toiletbørste er et redskab designet til at rense toiletkummer. Det blev opfundet af William C. Schopp og senere patenteret i 1933 af The Addis Brush Company.